# Siamosaurus
Siamosaurus („ještěr ze Siamu“) byl masožravý teropodní dinosaurus z čeledi Spinosauridae, žijící v období spodní křídy na území dnešního Thajska (někdejší Siam - odtud název). Druhové jméno je poctou thajskému paleontologovi V. Suteethornovi. Fosilie byly objeveny v sedimentech geologického souvrství Khok Kruat.

## Popis
Siamosaurus byl poměrně velký dravec, dosahující délky kolem 9 metrů. Není o něm mnoho známo, protože fosilní materiál je nekompletní, podobal se ale nepochybně svému většímu africkému příbuznému spinosaurovi.
Podle vědecké studie z roku 2022 představuje tento rod nomen dubium (pochybné vědecké jméno).

## Habitat
Vědecká studie z roku 2010 přinesla doklady o semiakvatickém (obojživelném) způsobu života těchto dinosaurů. Dokladem byla analýza poměrů izotopů kyslíku ve fosilních kostech spinosauridů. Kromě siamosaura byly tomuto výzkumu podrobeny také zkameněliny rodů Irritator, Baryonyx a Spinosaurus. Ukázalo se, že spinosauridi žili podobně jako krokodýli nebo hroši značnou část života ve vodách jezer a řek, kde zřejmě hledali svoji hlavní potravu – ryby a jiné vodní obratlovce.